# قانون ازدواج مجدد بیوه‌های هندو، ۱۸۵۶
قانون ازدواج مجدد بیوه‌های هندو، ۱۸۵۶ (انگلیسی: Hindu Widows' Remarriage Act, 1856) در ۱۶ ژوئیه ۱۸۵۶ تصویب شد، بر طبق آن ازدواج مجدد بیوه‌ها در همه حوزه‌های قضایی هند تحت حکومت کمپانی هند شرقی بر هندوستان قانونی شد. پیش نویس این قانون توسط لرد دالهوسی تهیه شد و قبل از شورش‌های ۱۸۵۷ در هند توسط لرد کنینگ تصویب شد. این اولین قانون اساسی اصلاحات اجتماعی پس از لغو ساتی (رسم) پراتا در سال ۱۸۲۹ توسط لرد ویلیام بنتینک بود.
جامعه هندوئیسم برای محافظت از آنچه شرافت خانواده و دارایی خانواده می‌دانست، مدتها ازدواج مجدد بیوه‌ها، حتی کودکان و نوجوانان را که از آنها انتظار می‌رفت پس از مرگ شوهرانشان زندگی ریاضت‌آمیزی داشته باشند، ممنوع کرده بود. قانون ازدواج مجدد بیوه‌های هندو در سال ۱۸۵۶، تدابیر قانونی را در برابر از دست دادن اشکال خاصی از ارث برای ازدواج مجدد با یک بیوه هندو فراهم کرد، اگرچه، بر اساس این قانون، بیوه هر گونه ارثی را که از شوهر متوفی خود به دست آورده بود، از دست می‌داد. بر طبق این قانون به ویژه، کودکان بیوه ای که شوهرانشان مرده بودند، مورد هدف قرار گرفتند.
ایشوار چاندرا ویدیاساگار برجسته‌ترین شخص در تدوین این قانون بود. او به شورای قانونگذاری دادخواست داد، اما یک دادخواست متقابل علیه این پیشنهاد با امضای تقریباً چهار برابر بیشتر توسط راداکانتا دب و دارما سبها وجود داشت. اما لرد دالهوسی شخصاً این لایحه را با وجود مخالفت، نهایی کرد و در آن زمان به عنوان یک نقض آشکار آداب و رسوم هندی تلقی می‌شد.